# Catania megye
Catania megye Olaszország Szicília régiójának egyik megyéje. Székhelye Catania.

## Fekvése
Catania megye Enna, Messina, Siracusa, Ragusa és Caltanissetta megyékkel határos.

## Községek(comuni)
- Aci Bonaccorsi
- Aci Castello
- Aci Catena
- Aci Sant’Antonio
- Acireale
- Adrano
- Belpasso
- Biancavilla
- Bronte
- Calatabiano
- Caltagirone
- Camporotondo Etneo
- Castel di Iudica
- Castiglione di Sicilia
- Catania
- Fiumefreddo di Sicilia
- Giarre
- Grammichele
- Gravina di Catania
- Licodia Eubea
- Linguaglossa
- Maletto
- Maniace
- Mascali
- Mascalucia
- Mazzarrone
- Militello in Val di Catania
- Milo
- Mineo
- Mirabella Imbaccari
- Misterbianco
- Motta Sant’Anastasia
- Nicolosi
- Palagonia
- Paternò
- Pedara
- Piedimonte Etneo
- Raddusa
- Ragalna
- Ramacca
- Randazzo
- Riposto
- San Cono
- San Giovanni la Punta
- San Gregorio di Catania
- San Michele di Ganzaria
- San Pietro Clarenza
- Sant’Agata li Battiati
- Sant’Alfio
- Santa Maria di Licodia
- Santa Venerina
- Scordia
- Trecastagni
- Tremestieri Etneo
- Valverde
- Viagrande
- Vizzini
- Zafferana Etnea